# Division Ouest de la Ligue américaine
La division Ouest de la Ligue américaine est l'une des 3 divisions de la Ligue américaine de baseball et l'une des 6 divisions de la Ligue majeure de baseball.
Elle est créée en 1969 en même temps que la division Est de la Ligue américaine. Avant cette date, la Ligue américaine était une ligue à 10 équipes, sans divisions. Après avoir compté 4 équipes de 1994 à 2012, la division Ouest est depuis 2013 formée de 5 clubs basés sur la côte Ouest des États-Unis et au Texas.
Les champions en titre actuels de la division Ouest de la Ligue américaine sont les Astros de Houston qui ont terminé au premier rang lors de la saison 2024

## Équipes

### Équipes actuelles
- Angels de Los Angeles : depuis 1969.
- Astros de Houston : depuis leur transfert de la Ligue nationale à la Ligue américaine en 2013.
- Athletics d'Oakland : depuis 1969.
- Mariners de Seattle : depuis leur entrée dans la MLB en 1977.
- Rangers du Texas : depuis l'arrivée de la franchise (ex-Senators de Washington) au Texas en 1972.

### Anciennes équipes
- Brewers de Milwaukee : de 1969 à 1993, avant de passer à la division Centrale de la Ligue américaine en 1994, puis à la Ligue nationale en 1998.
- Royals de Kansas City : de 1969 à 1993, avant de passer à la division Centrale de la Ligue américaine.
- Twins du Minnesota : de 1969 à 1993, avant de passer à la division Centrale de la Ligue américaine.
- White Sox de Chicago : de 1969 à 1993, avant de passer à la division Centrale de la Ligue américaine.

## Champions de division
La liste des champions de la division Ouest de la Ligue américaine :
Légende :
- Vainqueur des World Series
- Finaliste des World Series

| Saison | Franchise                                                                                               | Bilan                                                                                                   | % | Résultats en playoffs                                                                                   |
| ------ | --- | --- | --- | --- |
| 1969   | Twins du Minnesota                                                                                      | 97-65                                                                                                   | .599 | Défaite - ALCS (Orioles) 3-0                                                                            |
| 1970   | Twins du Minnesota                                                                                      | 98-64                                                                                                   | .605 | Défaite - ALCS (Orioles) 3-0                                                                            |
| 1971   | Athletics d'Oakland                                                                                     | 101-61                                                                                                  | .627 | Défaite - ALCS (Orioles) 3-0                                                                            |
| 1972   | Athletics d'Oakland                                                                                     | 93-62                                                                                                   | .600 | Victoire - ALCS (Tigers) 3-2 Victoire - World Series (Reds) 4-3                                         |
| 1973   | Athletics d'Oakland                                                                                     | 94-68                                                                                                   | .580 | Victoire - ALCS (Orioles) 3-2 Victoire - World Series (Mets) 4-3                                        |
| 1974   | Athletics d'Oakland                                                                                     | 90-7 | .556 | Victoire - ALCS (Orioles) 3-1 Victoire - World Series (Dodgers) 4-1                                     |
| 1975   | Athletics d'Oakland                                                                                     | 98-64                                                                                                   | .605 | Défaite - ALCS (Red Sox) 3-0                                                                            |
| 1976   | Royals de Kansas City                                                                                   | 90-72                                                                                                   | .556 | Défaite - ALCS (Yankees) 3-2                                                                            |
| 1977   | Royals de Kansas City                                                                                   | 102-60                                                                                                  | .630 | Défaite - ALCS (Yankees) 3-2                                                                            |
| 1978   | Royals de Kansas City                                                                                   | 92-70                                                                                                   | .568 | Défaite - ALCS (Yankees) 3-1                                                                            |
| 1979   | Angels de la Californie                                                                                 | 88-74                                                                                                   | .543 | Défaite - ALCS (Orioles) 3-1                                                                            |
| 1980   | Royals de Kansas City                                                                                   | 97-65                                                                                                   | .599 | Victoire - ALCS (Yankees) 3-0 Défaite - World Series (Phillies) 4-2                                     |
| 1981   | Athletics d'Oakland                                                                                     | 64-45                                                                                                   | .587 | Victoire - ALDS (Royals) 3-0 Défaite - ALCS (Yankees) 3-0                                               |
| 1982   | Angels de la Californie                                                                                 | 93-69                                                                                                   | .574 | Défaite - ALCS (Brewers) 3-2                                                                            |
| 1983   | White Sox de Chicago                                                                                    | 99-63                                                                                                   | .611 | Défaite - ALCS (Orioles) 3-1                                                                            |
| 1984   | Royals de Kansas City                                                                                   | 84-78                                                                                                   | .519 | Défaite - ALCS (Tigers) 3-0                                                                             |
| 1985   | Royals de Kansas City (6)                                                                               | 91-71                                                                                                   | .562 | Victoire - ALCS (Blue Jays) 4-3 Victoire - World Series (Cardinals) 4-3                                 |
| 1986   | Angels de la Californie (3)                                                                             | 92-70                                                                                                   | .568 | Défaite - ALCS (Red Sox) 4-3                                                                            |
| 1987   | Twins du Minnesota                                                                                      | 85-77                                                                                                   | .525 | Victoire - ALCS (Tigers) 4-1 Victoire - World Series (Cardinals) 4-3                                    |
| 1988   | Athletics d'Oakland                                                                                     | 104-58                                                                                                  | .642 | Victoire - ALCS (Red Sox) Défaite - World Series (Dodgers) 4-1                                          |
| 1989   | Athletics d'Oakland                                                                                     | 99-63                                                                                                   | .611 | Victoire - ALCS (Blue Jays) 4-1 Victoire - World Series (Giants) 4-0                                    |
| 1990   | Athletics d'Oakland                                                                                     | 103-59                                                                                                  | .636 | Victoire - ALCS (Red Sox) 4-1 Défaite - World Series (Reds) 4-0                                         |
| 1991   | Twins du Minnesota (4)                                                                                  | 95-67                                                                                                   | .586 | Victoire - ALCS (Blue Jays) 4-1 Victoire - World Series (Braves) 4-3                                    |
| 1992   | Athletics d'Oakland                                                                                     | 96-66                                                                                                   | .593 | Défaite - ALCS (Blue Jays) 4-2                                                                          |
| 1993   | White Sox de Chicago (2)                                                                                | 94-68                                                                                                   | .580 | Défaite - ALCS (Blue Jays) 4-2                                                                          |
| 1994   | Aucun champion officiel à cause de la grève des joueurs. Les Rangers du Texas (52-62) étaient premiers. | Aucun champion officiel à cause de la grève des joueurs. Les Rangers du Texas (52-62) étaient premiers. | Aucun champion officiel à cause de la grève des joueurs. Les Rangers du Texas (52-62) étaient premiers. | Aucun champion officiel à cause de la grève des joueurs. Les Rangers du Texas (52-62) étaient premiers. |
| 1995   | Mariners de Seattle                                                                                     | 79-66                                                                                                   | .545 | Victoire - ALDS (Yankees) 3-2 Défaite - ALCS (Indians) 4-2                                              |
| 1996   | Rangers du Texas                                                                                        | 90-72                                                                                                   | .556 | Défaite - ALDS (Yankees) 3-1                                                                            |
| 1997   | Mariners de Seattle                                                                                     | 90-72                                                                                                   | .556 | Défaite - ALDS (Orioles) 3-1                                                                            |
| 1998   | Rangers du Texas                                                                                        | 88-74                                                                                                   | .543 | Défaite - ALDS (Yankees) 3-0                                                                            |
| 1999   | Rangers du Texas                                                                                        | 95-67                                                                                                   | .586 | Défaite - ALDS (Yankees) 3-0                                                                            |
| 2000   | Athletics d'Oakland                                                                                     | 91-70                                                                                                   | .565 | Défaite - ALDS (Yankees) 3-2                                                                            |
| 2001   | Mariners de Seattle (3)                                                                                 | 116-46                                                                                                  | .716 | Victoire - ALDS (Indians) 3-2 Défaite - ALCS (Yankees) 4-1                                              |
| 2002   | Athletics d'Oakland                                                                                     | 103-59                                                                                                  | .636 | Défaite - ALDS (Twins) 3-2                                                                              |
| 2003   | Athletics d'Oakland                                                                                     | 96-66                                                                                                   | .593 | Défaite - ALDS (Red Sox) 3-0                                                                            |
| 2004   | Angels d'Anaheim                                                                                        | 92-70                                                                                                   | .568 | Défaite - ALDS (Red Sox) 3-0                                                                            |
| 2005   | Angels de Los Angeles                                                                                   | 93-69                                                                                                   | .586 | Victoire - ALDS (Yankees) 3-2 Défaite - ALCS (White Sox) 4-1                                            |
| 2006   | Athletics d'Oakland                                                                                     | 93-69                                                                                                   | .574 | Victoire - ALDS (Twins) 3-0 Défaite - ALCS (Tigers) 4-0                                                 |
| 2007   | Angels de Los Angeles                                                                                   | 94-68                                                                                                   | .580 | Défaite - ALDS (Red Sox) 3-0                                                                            |
| 2008   | Angels de Los Angeles                                                                                   | 100-62                                                                                                  | .617 | Défaite - ALDS (Red Sox) 3-1                                                                            |
| 2009   | Angels de Los Angeles                                                                                   | 97-65                                                                                                   | .599 | Victoire - ALDS (Red Sox) 3-0 Défaite - ALCS (Yankees) 4-2                                              |
| 2010   | Rangers du Texas                                                                                        | 90-72                                                                                                   | .556 | Victoire - ALDS (Rays) 3-2 Victoire - ALCS (Yankees) 4-2 Défaite - World Series (Giants) 4-1            |
| 2011   | Rangers du Texas                                                                                        | 96-66                                                                                                   | .593 | Victoire - ALDS (Rays) 3-1 Victoire - ALCS (Tigers) 4-2 Défaite - World Series (Cardinals) 4-3          |
| 2012   | Athletics d'Oakland                                                                                     | 94-68                                                                                                   | .580 | Défaite - ALDS (Tigers) 3-2                                                                             |
| 2013   | Athletics d'Oakland                                                                                     | 96-66                                                                                                   | .593 | Défaite - ALDS (Tigers) 3-2                                                                             |
| 2014   | Angels de Los Angeles (9)                                                                               | 98-64                                                                                                   | .605 | Défaite - ALDS (Royals) 3-0                                                                             |
| 2015   | Rangers du Texas                                                                                        | 88-74                                                                                                   | .573 | Défaite - ALDS (Blue Jays) 3-2                                                                          |
| 2016   | Rangers du Texas (7)                                                                                    | 95-67                                                                                                   | .586 | Défaite - ALDS (Blue Jays) 3-0                                                                          |
| 2017   | Astros de Houston                                                                                       | 101.61                                                                                                  | .623 | Victoire - ALDS (Red Sox) 3-1 Victoire - ALCS (Yankees) 4-3 Victoire - World Series (Dodgers) 4-3       |
| 2018   | Astros de Houston                                                                                       | 103-59                                                                                                  | .636 | Victoire - ALDS (Indians) 3-0 Défaite - ALCS (Red Sox) 4-1                                              |
| 2019   | Astros de Houston                                                                                       | 107-55                                                                                                  | .660 | Victoire - ALDS (Rays) 3-2 Victoire - ALCS (Yankees) 4-2 Défaite - World Series (Nationals) 4-3         |
| 2020   | Athletics d'Oakland (17)                                                                                | 36-24                                                                                                   | .600 | Victoire - ALWC (White Sox) 2-1 Défaite - ALDS (Astros) 3-1                                             |
| 2021   | Astros de Houston                                                                                       | 95-67                                                                                                   | .586 | Victoire - ALDS (White Sox) 3-1 Victoire - ALCS (Red Sox) 4-2 Défaite - World Series (Braves) 4-2       |
| 2022   | Astros de Houston                                                                                       | 106-56                                                                                                  | .654 | Victoire - ALDS (Mariners) 3-0 Victoire - ALCS (Yankees) 4-0 Victoire - World Series (Phillies) 4-2     |
| 2023   | Astros de Houston                                                                                       | 90-72                                                                                                   | .556 | Victoire - ALDS (Twins) 3-1 Défaite - ALCS (Rangers) 4-3                                                |
| 2024   | Astros de Houston (7)                                                                                   | 88-73                                                                                                   | .547 | Défaite - ALWC (Tigers) 2-0                                                                             |

## Qualifiés en Wild Card
Depuis 1995, un club ne terminant pas au premier rang de sa division peut se qualifier pour les séries éliminatoires comme meilleur deuxième s'il a la meilleure fiche victoires-défaites des équipes de deuxièmes places de sa ligue (divisions Est, Centrale et Ouest). Dans chaque ligue depuis la saison 2012, les deux clubs avec la meilleure fiche parmi ceux ne terminant pas en première place de leur division sont qualifiés en éliminatoires. Depuis la saison 2022, les séries éliminatoires sont étendues à trois wild card par ligue au lieu de deux.
| Saison | Franchise           | Bilan  | %    | GB  | Résultats en playoffs |
| ------ | ------------------- | ------ | ---- | --- | --- |
| 2000   | Mariners de Seattle | 91-71  | .562 | 0.5 | Victoire - ALDS (White Sox) 3-0 Défaite - ALCS (Yankees) 4-2                                                                     |
| 2001   | Athletics d'Oakland | 102-60 | .630 | 14  | Défaite - ALDS (Yankees) 3-2 |
| 2002   | Angels d'Anaheim    | 99-63  | .611 | 4   | Victoire - ALDS (Yankees) 3-1 Victoire - ALCS (Twins) 4-1 Victoire - World Series (Giants) 4-3                                   |
| 2012   | Rangers du Texas    | 93-69  | .574 | 1   | Défaite - ALWC (Orioles) |
| 2014   | Athletics d'Oakland | 88-74  | .543 | 10  | Défaite - ALWC (Royals) |
| 2015   | Astros de Houston   | 86-76  | .531 | 2   | Victoire - ALWC (Yankees) Défaite - ALDS (Royals) 3-2                                                                            |
| 2018   | Athletics d'Oakland | 97-65  | .599 | 6   | Défaite - ALWC (Yankees) |
| 2019   | Athletics d'Oakland | 97-65  | .599 | 10  | Défaite - ALWC (Rays) |
| 2020   | Astros de Houston   | 29-31  | .483 | 7   | Victoire - ALWC (Twins) 2-0 Victoire - ALDS (Athletics) 3-1 Défaite - ALCS (Rays) 4-3                                            |
| 2022   | Mariners de Seattle | 90-72  | .556 | 16  | Victoire - ALWC (Blue Jays) 2-0 Défaite - ALDS (Astros) 3-0                                                                      |
| 2023   | Rangers du Texas    | 90-72  | .556 | —   | Victoire - ALWC (Rays) 2-0 Victoire - ALDS (Orioles) 3-0 Victoire - ALCS (Astros) 4-3 Victoire - World Series (Diamondbacks) 4-1 |

## Résultats par équipes
Tableau mis à jour après la saison 2023. 
| Franchise             | Titres | Dernier titre | Années                                                                                               | Wild Card |
| --------------------- | ------ | ------------- | --- | --------- |
| Athletics d'Oakland   | 17     | 2020          | 1971, 1972, 1973, 1974, 1975, 1981, 1988, 1989, 1990, 1992, 2000, 2002, 2003, 2006, 2012, 2013, 2020 | 4         |
| Angels de Los Angeles | 9      | 2014          | 1979, 1982, 1986, 2004, 2005, 2007, 2008, 2009, 2014                                                 | 1         |
| Astros de Houston     | 7      | 2024          | 2017, 2018, 2019, 2021, 2022, 2023, 2024                                                             | 2         |
| Rangers du Texas      | 7      | 2016          | 1996, 1998, 1999, 2010, 2011, 2015, 2016                                                             | 2         |
| Mariners de Seattle   | 3      | 2001          | 1995, 1997, 2001                                                                                     | 2         |
| Royals de Kansas City | 6      | 1985          | 1976, 1977, 1978, 1980, 1984, 1985                                                                   | —         |
| Twins du Minnesota    | 4      | 1991          | 1969, 1970, 1987, 1991                                                                               | —         |
| White Sox de Chicago  | 2      | 1993          | 1983, 1993                                                                                           | —         |

- en italique : Ancien membres de la divsion

## Résultats saison par saison
Légende :
- Vainqueur des World Series
- Finaliste des World Series
- Qualifié pour les séries éliminatoires
- (x) : Classement (seed) dans la conférence en fin de saison régulière

| Saison | Bilan des équipes      | Bilan des équipes     | Bilan des équipes     | Bilan des équipes     | Bilan des équipes     | Bilan des équipes      | Bilan des équipes     |
| --- | ---------------------- | --------------------- | --------------------- | --------------------- | --------------------- | ---------------------- | --------------------- |
| Saison | 1er                    | 2e                    | 3e                    | 4e                    | 5e                    | 6e                     | 7e                    |
| 1969 | Minnesota (97-65)      | Oakland (88-74)       | Californie (71-91)    | Kansas City (69-93)   | Chi White Sox (68-94) | Seattle (64-98)        |                       |
| 1970 : Les Pilots de Seattle déménagent dans le Wisconsin à Milwaukee et se renomment les Brewers de Milwaukee. |                        |                       |                       |                       |                       |                        |                       |
| 1970 | Minnesota (98-64)      | Oakland (89-73)       | Californie (86-76)    | Kansas City (65-97)   | Milwaukee (65-97)     | Chi White Sox (56-106) |                       |
| 1971 | Oakland (101-60)       | Kansas City (85-76)   | Chi White Sox (79-83) | Californie (76-86)    | Minnesota (74-86)     | Milwaukee (69-92)      |                       |
| 1972 : Les Senators de Washington arrivent de la division AL West, ils déménagent dans le Texas à Arlington et se renomment les Rangers du Texas. Les Brewers de Milwaukee rejoignent la division AL East.                                               |                        |                       |                       |                       |                       |                        |                       |
| 1972 | Oakland (93-62)        | Chi White Sox (87-67) | Minnesota (77-77)     | Kansas City (76-78)   | Californie (75-80)    | Texas (54-100)         |                       |
| 1973 | Oakland (94-68)        | Kansas City (88-74)   | Minnesota (81-81)     | Californie (79-83)    | Chi White Sox (77-85) | Texas (57-105)         |                       |
| 1974 | Oakland (90-72)        | Texas (84-76)         | Minnesota (82-80)     | Chi White Sox (80-80) | Kansas City (77-85)   | Californie (68-94)     |                       |
| 1975 | Oakland (98-64)        | Kansas City (91-71)   | Texas (79-83)         | Minnesota (76-83)     | Chi White Sox (75-86) | Californie (72-89)     |                       |
| 1976 | Kansas City (90-72)    | Oakland (87-74)       | Minnesota (85-77)     | Texas (76-86)         | Californie (76-86)    | Chi White Sox (64-97)  |                       |
| 1977 : Les Mariners de Seattle rejoignent la division en tant qu'équipe d'expansion. |                        |                       |                       |                       |                       |                        |                       |
| 1977 | Kansas City (102-60)   | Texas (94-68)         | Chi White Sox (90-72) | Minnesota (84-77)     | Californie (74-88)    | Seattle (64-98)        | Oakland (63-98)       |
| 1978 | Kansas City (92-70)    | Texas (87-75)         | Californie (87-75)    | Minnesota (73-89)     | Chi White Sox (71-90) | Seattle (69-93)        | Oakland (56-104)      |
| 1979 | Californie (88-74)     | Kansas City (85-77)   | Texas (83-79)         | Minnesota (82-80)     | Chi White Sox (73-87) | Seattle (67-95)        | Oakland (54-108)      |
| 1980 | Kansas City (97-65)    | Oakland (83-79)       | Minnesota (77-84)     | Texas (76-85)         | Chi White Sox (70-90) | Californie (65-95)     | Seattle (59-103)      |
| 1981 | Oakland (64-45)        | Texas (57-48)         | Chi White Sox (54-52) | Kansas City (50-53)   | Californie (51-59)    | Seattle (44-65)        | Minnesota (41-68)     |
| 1982 | Californie (93-69)     | Kansas City (90-72)   | Chi White Sox (87-75) | Seattle (76-86)       | Oakland (68-94)       | Texas (67-98)          | Minnesota (60-102)    |
| 1983 | Chi White Sox (99-63)  | Kansas City (79-83)   | Texas (77-85)         | Oakland (74-88)       | Californie (70-92)    | Minnesota (70-92)      | Seattle (60-102)      |
| 1984 | Kansas City (84-78)    | Californie (81-81)    | Minnesota (81-81)     | Oakland (77-85)       | Chi White Sox (74-88) | Seattle (74-88)        | Texas (69-92)         |
| 1985 | Kansas City (91-71)    | Californie (90-72)    | Chi White Sox (85-77) | Minnesota (77-85)     | Oakland (77-85)       | Seattle (74-88)        | Texas (62-99)         |
| 1986 | Californie (92-70)     | Texas (87-75)         | Kansas City (76-86)   | Oakland (76-86)       | Chi White Sox (72-90) | Minnesota (71-91)      | Seattle (67-95)       |
| 1987 | Minnesota (85-77)      | Kansas City (83-79)   | Oakland (81-81)       | Seattle (78-84)       | Chi White Sox (77-85) | Texas (75-87)          | Californie (75-87)    |
| 1988 | Oakland (104-58)       | Minnesota (91-71)     | Kansas City (84-77)   | Californie (78-87)    | Chi White Sox (71-90) | Texas (70-91)          | Seattle (68-93)       |
| 1989 | Oakland (99-63)        | Kansas City (92-70)   | Californie (91-71)    | Texas (83-79)         | Minnesota (80-82)     | Seattle (73-89)        | Chi White Sox (69-92) |
| 1990 | Oakland (103-59)       | Chi White Sox (94-68) | Texas (83-79)         | Californie (80-82)    | Seattle (77-85)       | Kansas City (75-86)    | Minnesota (74-88)     |
| 1991 | Minnesota (95-67)      | Chi White Sox (87-75) | Texas (85-77)         | Oakland (84-78)       | Seattle (83-79)       | Kansas City (82-80)    | Californie (81-81)    |
| 1992 | Oakland (96-66)        | Minnesota (90-72)     | Chi White Sox (86-76) | Texas (77-85)         | Californie (72-90)    | Kansas City (72-90)    | Seattle (64-98)       |
| 1993 | Chi White Sox (94-68)  | Texas (76-76)         | Kansas City (84-78)   | Seattle (82-80)       | Californie (71-91)    | Minnesota (71-91)      | Oakland (68-94)       |
| 1994 : Les White Sox de Chicago, les Royals de Kansas City et les Twins du Minnesota rejoignent le division AL Central. En raison de la grève des joueurs, la saison est annulée. Les séries éliminatoires ainsi que les séries mondiales sont annulées. |                        |                       |                       |                       |                       |                        |                       |
| 1994 | Texas (52-62)          | Oakland (51-63)       | Seattle (49-63)       | Californie (47-68)    |                       |                        |                       |
| 1995 | (3) Seattle (79-66)    | Californie (78-67)    | Texas (74-70)         | Oakland (67-77)       |                       |                        |                       |
| 1996 | (3) Texas (90-72)      | Seattle (85-76)       | Oakland (78-84)       | Californie (70-91)    |                       |                        |                       |
| 1997 : Les Angels de la Californie se renomment les Angels d'Anaheim |                        |                       |                       |                       |                       |                        |                       |
| 1997 | (2) Seattle (90-72)    | Anaheim (84-78)       | Texas (77-85)         | Oakland (65-97)       |                       |                        |                       |
| 1998 | (3) Texas (88-74)      | Anaheim (85-77)       | Seattle (76-85)       | Oakland (74-88)       |                       |                        |                       |
| 1999 | (3) Texas (95-67)      | Oakland (87-75)       | Seattle (79-83)       | Anaheim (70-92)       |                       |                        |                       |
| 2000 | (2) Oakland (91-70)    | (4) Seattle (91-71)   | Anaheim (82-80)       | Texas (71-91)         |                       |                        |                       |
| 2001 | (1) Seattle (116-46)   | (4) Oakland (102-60)  | Anaheim (75-87)       | Texas (73-89)         |                       |                        |                       |
| 2002 | (2) Oakland (103-59)   | (4) Anaheim (99-63)   | Seattle (93-69)       | Texas (72-90)         |                       |                        |                       |
| 2003 | (2) Oakland (96-66)    | Seattle (93-69)       | Anaheim (77-85)       | Texas (71-91)         |                       |                        |                       |
| 2004 | (2) Anaheim (92-70)    | Oakland (91-71)       | Texas (89-73)         | Seattle (63-99)       |                       |                        |                       |
| 2005 : Les Angels d'Anaheim se renomment les Angels de Los Angeles. |                        |                       |                       |                       |                       |                        |                       |
| 2005 | (2) LA Angels (95-67)  | Oakland (88-74)       | Texas (79-83)         | Seattle (69-93)       |                       |                        |                       |
| 2006 | (3) Oakland (93-69)    | LA Angels (89-73)     | Texas (80-82)         | Seattle (78-84)       |                       |                        |                       |
| 2007 | (3) LA Angels (94-68)  | Seattle (88-74)       | Oakland (76-86)       | Texas (75-87)         |                       |                        |                       |
| 2008 | (1) LA Angels (100-62) | Texas (79-83)         | Oakland (75-86)       | Seattle (61-101)      |                       |                        |                       |
| 2009 | (2) LA Angels (97-65)  | Texas (87-75)         | Seattle (85-77)       | Oakland (75-87)       |                       |                        |                       |
| 2010 | (3) Texas (90-72)      | Oakland (81-81)       | LA Angels (80-82)     | Seattle (61-101)      |                       |                        |                       |
| 2011 | (2) Texas (96-66)      | LA Angels (86-76)     | Oakland (74-88)       | Seattle (67-95)       |                       |                        |                       |
| 2012 | (2) Oakland (94-68)    | (4) Texas (93-69)     | LA Angels (89-73)     | Seattle (75-87)       |                       |                        |                       |
| 2013 : |                        |                       |                       |                       |                       |                        |                       |
| 2013 | (2) Oakland (96-66)    | Texas (91-72)         | LA Angels (78-84)     | Seattle (71-91)       | Houston (51-111)      |                        |                       |
| 2014 | (1) LA Angels (98-64)  | (5) Oakland (88-74)   | Seattle (87-75)       | Houston (70-92)       | Texas (67-95)         |                        |                       |
| 2015 | (3) Texas (88-74)      | (5) Houston (86-76)   | LA Angels (85-77)     | Seattle (76-86)       | Oakland (68-94)       |                        |                       |
| 2016 | (1) Texas (95-67)      | Seattle (86-76)       | Houston (84-78)       | LA Angels (74-88)     | Oakland (69-93)       |                        |                       |
| 2017 | (2) Houston (101-61)   | LA Angels (80-82)     | Seattle (78-84)       | Texas (78-84)         | Oakland (75-87)       |                        |                       |
| 2018 | (2) Houston (103-59)   | (5) Oakland (97-65)   | Seattle (89-73)       | LA Angels (80-82)     | Texas (67-95)         |                        |                       |
| 2019 | (1) Houston (107-55)   | (4) Oakland (97-65)   | Texas (78-84)         | LA Angels (72-90)     | Seattle (68-94)       |                        |                       |
| 2020 : En raison de la pandémie de COVID-19, la saison a été raccourcie à 60 matchs. Les séries éliminatoires ont été étendues à huit équipes et les wild cards ont été joués au meilleur des trois matchs.                                              |                        |                       |                       |                       |                       |                        |                       |
| 2020 | (2) Oakland (36-24)    | (6) Houston (29-31)   | Seattle (27-33)       | LA Angels (26-34)     | Texas (22-38)         |                        |                       |
| 2021 | (2) Houston (95-67)    | Seattle (90-72)       | Oakland (86-76)       | LA Angels (77-85)     | Texas (60-102)        |                        |                       |
| 2022 | (1) Houston (106-56)   | (5) Seattle (90-72)   | LA Angels (73-89)     | Texas (68-94)         | Oakland (60-102)      |                        |                       |
| 2023 | (2) Houston (90-72)    | (5) Texas (90-72)     | Seattle (88-74)       | LA Angels (73-89)     | Oakland (50-112)      |                        |                       |
| 2024 | (3) Houston (88-73)    | Seattle (85-77)       | Texas (78-74)         | Oakland (69-93)       | LA Angels (63-99)     |                        |                       |